# Imielin
Imielin é um município da Polônia, na voivodia da Silésia e no condado de Bieruń-Lędziny. Estende-se por uma área de 27,99 km², com 8 888 habitantes, segundo os censos de 2016, com uma densidade de 317,5 hab/km².